# Syngrapha nearctica
Syngrapha nearctica är en fjärilsart som beskrevs av Ferguson 1955. Syngrapha nearctica ingår i släktet Syngrapha och familjen nattflyn. Inga underarter finns listade i Catalogue of Life.